# لا فينويلا
بلدية لا فينويلا (بالإسبانية: La Viñuela) هي بلدية تقع في مقاطعة مالقة التابعة لمنطقة أندلوسيا جنوب إسبانيا.

## الديموغرافيا
بلغ عدد سكان بلدية لا فينويلا 1.980 نسمة عام 2011 (وفقاً للمعهد الوطني الإسباني للإحصاء).
| 1.165 | 1.185 | 1.280 | 1.622 | 1.881 | 1.944 | 1.980 |